# Loray
Loray é uma comuna francesa na região administrativa de Borgonha-Franco-Condado, no departamento de Doubs. Estende-se por uma área de 14,39 km². Em 2010 a comuna tinha 557 habitantes (densidade: 38,7 hab./km²).